# Bagua Dao
Pour la secte chinoise Baguadao, voir Voie des Huit trigrammes
 (mai 2016).
Si vous disposez d'ouvrages ou d'articles de référence ou si vous connaissez des sites web de qualité traitant du thème abordé ici, merci de compléter l'article en donnant les références utiles à sa vérifiabilité et en les liant à la section « Notes et références ».
Un Bagua Dao est une large épée chinoise de plus d'un mètre de long, très  peu recourbée.